# Flora Wambaugh Patterson
Flora Wambaugh Patterson (1847–1928) fue una micóloga estadounidense, y la primera mujer fitopatóloga contratada por el USDA. Trabajó con las Colecciones Nacionales de Hongos de Estados Unidos durante casi treinta años, haciendo crecer radicalmente tales colecciones, y dando forma a la dirección y supervisión, y descubriendo numerosas enfermedades fúngicas importantes.

## Biografía
Flora era originaria de Columbus, Ohio, de Sarah Sells (Wambaugh) y de su esposo el ministro metodista A. B. Wambaugh. Estudió fungi como un hobby en su niñez. Concurrió al Antioch College en Ohio, obreniendo su bachilleraro en 1865. Y luego dos maestrías por el Cincinnati Wesleyan College En 1869, se casó con el Capitán Edwin Patterson, asumiendo su apellido, y tuvieron dos hijos; trabajaba para apoyar a la familia financieramente, por la salud precaria de su esposo. Después de su muerte, continuó sus estudios en la Universidad de Iowa, y en 1892 o 1893 hizo planes para transferirse a Yale University. Cuando Yale la rechazó por mujer, se trasladó a Cambridge, Massachusetts, y comenzó sus estudios en Radcliffe College, donde trabajó en el Herbario Grey, en Harvard.
En 1895, se unió al USDA como patóloga, contratada por Beverly Thomas Galloway junto con Franklin Summer Earle. Durante sus casi treinta años en el USDA, aumentó el tamaño de la U.S. National Fungus Collections por casi seis veces, de 19.000 a 115.000 ejemplares de referencia. Identificó numerosas nuevas especies de hongos, incluyendo los que causan la pudrición de piña Thielaviopsis paradoxa, roya de la hoja del duraznero Taphrina, y "la escoba de bruja" en bambúes Loculistroma bambusae, que fue un nuevo género.
Entre otras responsabilidades, Flora estuvo a cargo de la identificación de nuevos patógenos fúngicos, y tuvo un papel destacado en la identificación de la cancro del castaño que acabó con bosques de castaños en el este de América del Norte, y la verruga negra de la papa Synchytrium endobioticum. Estuvo involucrada en los Regalos de Japón a los Estados Unidos de cerezos, y en última instancia la condujo a la destrucción del primer embarque de los árboles, infectados con varios tipos de insectos y enfermedades. Todos esos incidentes llevaron a la aprobación de la ley de cuarentenas de 1912 que tenía como objetivo prevenir la introducción de enfermedades dañinas invasoras.
Continuó su trabajo con el Departamento de Agricultura hasta su retiro a la edad de 75, y luego vivió con uno de sus hijos, en la ciudad de Nueva York, hasta su muerte a la edad de 80 años.

## Algunas publicaciones
- Patterson, F. W. 1894. Species of Taphrina parasitic on Populus. Proc. Amer. Assoc. Advan. Sci. 43:293-294

- Patterson, F. W. 1895. A study of North American parasitic Exoascaceae. Iowa Univ. Bull. Lab. Nat. Hist. 3:89-135

- Patterson, F. W., Charles, V. K., Veihmeyer, F. J. 1910. Some fungous diseases of economic importance. I.-Miscellaneous Diseases. II. Pineapple rot caused by Thielaviopsis paradoxa. USDA, Bureau of Plant Industry, Bull. No. 171

- Patterson, F. W., Charles, V. K. 1915. Mushrooms and other common fungi. USDA Bull. 175

- Patterson, F. W., Charles, V. K. 1917. Some common edible and poisonous mushrooms. USDA Farmer’s Bull. 796

## Investigaciones adicionales
- Rossman, A.Y. 2002. "Flora W. Patterson: The first woman mycologist at the USDA", The Plant Health Instructor. DOI: 10.1094/PHI-I-2002-0815-01

- Charles, V. K. 1929. "Mrs. Flora Wambaugh Patterson." (obituary), Mycologia 21:1-4

- Galloway, B. T. 1928. "Flora W. Patterson 1847-1928." (obituary), Phytopathology 18:877-879

- Photograph of Patterson, Smithsonian Institute
- "Women's Who's Who of America" (1982)

- La abreviatura «F.Patt.» se emplea para indicar a Flora Wambaugh Patterson como autoridad en la descripción y clasificación científica de los vegetales.[3]